# أورلايا كريتية
أورلايا كريتية (الاسم العلمي:Orlaya cretica) هو نوع غير مؤكد من النباتات يتبع جنس الأورلايا من الفصيلة الخيمية.